# Bacanius punctiger
Bacanius punctiger är en skalbaggsart som först beskrevs av Fauvel 1891.  Bacanius punctiger ingår i släktet Bacanius och familjen stumpbaggar. Inga underarter finns listade i Catalogue of Life.